# James Ax
James Burton Ax (10 de janeiro de 1937 – 11 de junho de 2006) foi um matemático estadunidense, que trabalhou com teoria dos números, lógica, álgebra, física matemática e matemática financeira, fundador de um fundo multimercado.
Foi palestrante convidado do Congresso Internacional de Matemáticos em Nice (1970 - Transcendence and differential algebraic geometry).